# Pinguinbucht
Die Pinguinbucht (englisch Penguin Bight, in Chile Fondeadero Pingüino ‚Pinguin-Ankerplatz‘) ist eine Bucht im Osten der Seymour-Insel vor der nördlichen Ostküste der Antarktischen Halbinsel. Sie liegt nördlich des Pinguinenkaps.
Teilnehmer der schwedischen Antarktisexpedition (1901–1903) unter der Leitung Otto Nordenskjölds benannten sie nach der hier ansässigen Pinguinkolonie.